# José Sarukhán Kermez
José Aristeo Sarukhán Kermez (Ciutat de Mèxic, 15 de juliol de 1940) és un biòleg investigador que es va exercir com a rector de la Universitat Nacional Autònoma de Mèxic de 1989 a 1997.

## Estudis
Va realitzar la llicenciatura en la Facultat de Ciències de la Universitat Nacional Autònoma de Mèxic (UNAM), on va obtenir el títol de biòleg, va realitzar un mestratge en ciències en el Colegio de Postgraduados de Chapingo, i un doctorat a la Universitat de Gal·les, en la Gran Bretanya.

## Investigador
Durant més de 30 anys ha estat investigador, primer de l'Institut de Biologia de la UNAM, del que també va ser director entre 1979 i 1986. Va ser guanyador del Premi de Recerca de l'Acadèmia Mexicana de Ciències el 1980. El doctor Sarukhan va obtenir també el Premi Nacional de Ciències i Arts a l'àrea de Ciències Físiques-Matemàtiques i Naturals el 1990.
Ha estat Coordinador de Recerca Científica de la UNAM 1986-1988 i rector acadèmic per dos períodes, de 1989 a 1997, ha rebut sis doctorats honorífics d'universitats de Mèxic i altres països. L'any 2000 va ser nomenat Comissionat per al Desenvolupament Social i Humà en el gabinet presidencial entrant, lloc al que va renunciar al febrer de 2002.
És membre del Col·legi Nacional des del 26 de juliol de 1987. La seva conferència inaugural, les dimensions biològiques: el temps ecològic i l'evolutiu va ser contestada pel doctor Adolfo Martínez Colom. És membre del Consell Consultiu de Ciències de la Presidència de la República. És doctor honoris causa per la Universitat de Colima i per la Universitat La Salle de la ciutat de Mèxic.
El Dr. José Sarukhán és Vicepresident d'Honor de l'Associació Mares de Mèxic, de la qual és president d'honor el Dr. Mario J. Molina, premi Nobel de química en 1995.
El seu fill, Arturo Sarukhan, va ser ambaixador de Mèxic davant Estats Units fins a l'any 2013.